# Firebaugh
Firebaugh är en stad (city) i Fresno County, i delstaten Kalifornien, USA. Enligt United States Census Bureau har staden en folkmängd på 7 653 invånare (2011) och en landarea på 9 km².